# فالديمار أجير
فالديمار أجير (بالإنجليزية: Waldemar Ager)‏ (23 مارس 1869، فريدريكستاد في النرويج - 1 أغسطس 1941)؛ كاتب، صحفي وروائي أمريكي-نرويجي.